# Cases de Raimunda Aleu Sans i Concepció Tost Morera
Les Cases de Raimunda Aleu Sans i Concepció Tost Morera són una obra de Tarragona protegida com a Bé Cultural d'Interès Local.

## Descripció
Conjunt de dos edificis dissenyats el març de 1877 per l'arquitecte Francesc Barba i Masip i promoguda per les senyores Raimunda Aleu Sans (Rambla Nova, 51) i Concepció Tost Morera (Rambla Nova, 53). Els dos edificis són simètrics; formats per planta baixa i tres plantes. Ocupen una parcel·la entre mitgeres que permet obrir fins a vuit obertures per planta. El ritme de les volades és ascendent. Hi ha una certa jerarquització de les obertures per això el principal té dues balconades seguides que agafa quatre obertures, el segon té quatre balconades seguides que agafa dues obertures i al tercer totes les balconades són individuals.
L'acabament de l'edifici es una petita cornisa amb balustres de terra cuita.
Edifici de molt bona construcció, sobri però elegant. No hi ha molts detalls decoratius, però s'ha volgut donar un cert ritme a les obertures amb la combinació dels marcs de les finestres amb llinda o amb arcs escarsers (a banda i banda els dos dels extrems de la construcció). En el sistema constructiu destaca la pedra als marcs de les obertures, llosanes i cornises i pedra amb maó arrebossat per la resta de l'edificació. Els baixos han estat molt transformats, però l'última reforma ha permès recuperar part de l'aspecte de l'edifici amb la col·locació de l'aplacat de pedra i l'eliminació de rètols.
Tot l'interès de la construcció rau en la bona qualitat constructiva i en tractar-se d’un bon exemple de l'arquitectura de l'època construïda a la Rambla Nova.